# Neunkirchen-Seelscheid
Neunkirchen-Seelscheid er en by i Tyskland i delstaten Nordrhein-Westfalen med cirka 20.000 indbyggere. Den ligger i kreisen Rhein-Sieg-Kreis, cirka 20 km nordøst for Bonn og 25 km sydøst for Köln.